# Shong Lue Yang
Yang Shong Lue (* 1929; † 1971, der Familienname ist Yang) war der Erfinder der Pahawh Hmong (einer eigenen Schrift für das Hmong-Volk) und der Pahawh Khmu’ (einer eigenen Schrift für das Khmu-Volk, beides Völker, die im Grenzgebiet von Laos und Vietnam leben). Seinen eigenen Angaben zufolge bekam er die Inspiration für Pahawh Hmong während eines Traumes. Im Jahr 1959 begann Shong Lue Yang, der selbst ursprünglich Analphabet war, seine Schrift und seine religiösen Lehren in den Dörfern der Grenzregion zu verbreiten.
Im Laufe der Zeit wurde der vietnamesischen Regierung der Einfluss von Yang, der sich mittlerweile als Messias betrachtete, zu stark. Später fiel er unter dem Verdacht der Hmong-Gruppen, die die Königliche Regierung von Laos unterstützt (einschließlich der Mitglieder der Vang Pao Armee) sowie Hmong, die den kommunistischen Pathet Lao unterstützt. Durch die Bestechung und Ordnung von General Vang Pao, Yang Shong Lue wurde 1971 von Yang Nos Toom im Dorf Nam Chia ermordet, kurz nach Herstellung der endgültigen Fassung des Pahawh Hmong.